# Vladimir Ivanov (football)
Pour les articles homonymes, voir Vladimir Ivanov et Ivanov.
Vladimir Ivanov (en bulgare : Владимир Иванов), né le 6 février 1973 à Sofia, est un footballeur international bulgare.

## Biographie
Ivanov intègre très jeune le centre de formation de Slavia Sofia. En 1991, il joue ses premiers matchs professionnels et va, pendant quatre ans, alterner l'équipe première et l'équipe réserve. En 1995, il devient titulaire dans cette équipe du Slavia et réalise le doublé coupe-championnat la saison suivante, remportant ses premiers titres majeurs.
En cours de saison 1996-97, il est transféré au Levski Sofia. Entretemps, il joue ses premiers matchs comme international bulgare. Il remporte en 1998 une seconde coupe de Bulgarie après une victoire éclatante 5-0 contre le CSKA Sofia.
Le Borussia Mönchengladbach le recrute en 1998 mais il doit se cantonner à des matchs en équipe réserve. Il retourne au pays dès la saison 1998-99 écoulée et rejoint le Lokomotiv Sofia où il joue deux saisons. Ivanov retourne en 2001 au Levski et fait le second doublé coupe-championnat de sa carrière malgré le peu de matchs joués.
Il signe, en 2002, avec le Lokomotiv Plovdiv. Après une saison comme faire-valoir, il est nommé comme défenseur titulaire en 2003 et remporte le championnat 2003-2004. Il est sélectionné pour le championnat d'Europe 2004 par le sélectionneur national Plamen Markov, et dispute deux matchs de cette compétition. La Bulgarie sera néanmoins éliminée dès le premier tour.
Après quatre saisons, il revient dans son club formateur, le Slavia Sofia, terminant sa carrière dans le club de ses débuts.

## Palmarès
- Champion de Bulgarie en 1996, 2002 et 2004
- Vainqueur de la Coupe de Bulgarie en 1996, 1998 et 2002